# Harry Aharon Goodman
Harry Aharon Goodman  (* 1898; † 1961) (hebräisch הארי גודמן) war ein orthodoxer chassidischer Politiker.
Die erste Aguda-Konferenz fand statt in London im März 1921, als Harry Goodman zum britischen Sekretär der World Agudath Israel gewählt wurde und so als politischer Arm der religiösen Bewegung tätig war. Er spielte eine Schlüsselrolle in der Agudath Israel Organization im Zweiten Weltkrieg.  Er war der Herausgeber des Jewish Weekly.